# Grenouille du Nord
Lithobates septentrionalis
Espèce
Synonymes
- Rana septentrionalis Baird, 1854
- Rana sinuata Baird, 1854

Statut de conservation UICN

 LC  : Préoccupation mineure
La Grenouille du Nord, Lithobates septentrionalis, est une espèce d'amphibiens de la famille des Ranidae.

## Répartition
Cette espèce se rencontre dans le nord-est de l'Amérique du Nord, :
- dans le nord-est des États-Unis au Maine, au New Hampshire, au Vermont, dans le nord de l'État de New York, au Michigan, dans le nord du Wisconsin et dans le Nord du Minnesota ;
- dans Sud-Est du Canada dans le sud du Labrador, au Nouveau-Brunswick, dans le Sud du Québec, en Ontario et dans le sud-est du Manitoba.

## Description
Lithobates septentrionalis mesure entre 48 et 76 mm. Sa coloration générale est verte avec des taches vert foncé ou brunes. Son ventre est de couleur crème, jaune et blanchâtre.
Les mâles présentent typiquement une gorge jaune brillante alors que la gorge des femelles est blanchâtre. Les tympans du mâle sont plus grands que leurs yeux alors que ceux de la femelle sont d'une taille équivalente.

## Publication originale
- Baird, 1854 : Descriptions of new genera and species of North American Frogs. Proceedings of the Academy of Natural Sciences of Philadelphia, vol. 7, p. 59–62  (texte intégral).